# Anglo-korsické království
Anglo-korsické království (italsky Regno Anglo-Corso, korsicky Riame anglo-corsu nebo Riamu anglu-corsu) byl krátkodobý státní útvar na ostrově Korsice v době Francouzských revolučních válkek. Ostrov se na krátkou dobu stal panstvím Velké Británie, resp. britského krále Jiřího III., kterého na Korsice prezentoval místokrál Sir Gilbert Elliot. Vzniklo roku 1794 po dobytí Korsiky britskou flotilou vedené Samuelem Hoodem a s pomocí Pascala Paoliho. Předtím byl ostrov již po dvě desetiletí součástí Francie. 
Ústava byla demokratická a místokrál byl volený jednokomorovým parlamentem a radou, která byla výkonným orgánem království, v jejímž čele stál Carlo Andrea Pozzo di Borgo jako generální prokurátor-syndik (šéf civilní vlády) a později prezident státní rady. Poté, co se v revolučních válkách stalo Španělsko spojencem Francie, Britové pochopili, že jejich postavení ve Středomoří je neudržitelné a stáhli z ostrova svou armádu. 19. října 1796 Francouzi dobyli hlavní město Bastiu zpět a Korsika se vrátila pod francouzskou kontrolu. Následně byla rozdělena na dva francouzské departementy (Golo a Liamone).